# 吉田信行
吉田 信行（よしだ のぶゆき、1941年11月23日 - ）は、日本のジャーナリスト、元産経新聞社専務取締役論説委員長。元国家公安委員会委員。父親は大本営参謀だった陸軍少佐の吉田信次。

## 経歴
東京都出身。早稲田大学政治経済学部卒業。
- 1964年 - 産業経済新聞社（産経新聞社）入社。
- 1991年 - 産経新聞台北支局長
- 1994年 - 産経新聞論説委員長
- 2002年6月 - 産業経済新聞社常務取締役を兼務
- 2005年2月 - 産業経済新聞社専務取締役・産経新聞正論担当論説委員長
- 2005年5月24日 - 国家公安委員会委員を2010年まで務める（任期5年間。産経新聞社専務の職は前日23日付で辞任）[1]

## 著書
- 「産経新聞と朝日新聞」産経新聞出版、2020年12月。ISBN 978-4819113939